# 南湖東駅 (杭州市)
南湖東駅（なんこひがしえき）は、中華人民共和国浙江省杭州市余杭区に位置する杭州地下鉄5号線の駅である。

## 歴史
- 2025年1月1日 - 開業[1]。

## 駅構造
島式ホーム1面2線を有する地下駅。

### のりば
| 番線 | 路線    | 行先       |
| ---- | ------- | ---------- |
| 1    | ■ 5号線 | 降車ホーム |
| 2    | ■ 5号線 | 姑娘橋方面 |

（出典：杭港地铁：南湖东站 （中国語））

## 隣の駅
杭州地下鉄
■ 5号線
南湖東駅 - 金星駅